# Antonio Ghiardello
Antonio Ghiardello (født 21. marts 1898, død 5. januar 1992) var en italiensk roer og tredobbelt europamester.
Ghiardello vandt tre EM-guldmedaljer i firer med styrmand, henholdsvis 1926 i Luzern, 1927 i Como og 1931 i Paris. Han havde ikke mulighed for at deltage i OL 1928 i Amsterdam, idet han her var ramt af blindtarmsbetændelse.
Ved OL 1932 i Los Angeles stillede han op i firer uden styrmand. Bådens øvrige besætning bestod af Giliante D'Este, Francesco Cossu og Antonio Garzoni Provenzani (disse fire havde sammen med styrmanden Emilio Gerolimini vundet EM året forinden). Den italienske båd kvalificerede sig til finalen med sejr i det indledende heat, hvorpå den i finalen sikrede sig tredjepladsen efter Storbritannien og Tyskland, der vandt henholdsvis guld og sølv.
Han deltog i samme disciplin ved OL 1936 i Berlin, hvor italienerne sluttede på fjerdepladsen. I 1934 var han med til at vinde EM-bronze i otteren.
Ghiardello blev senere rotræner og tilbragte i den forbindelse to år i Brasilien i 1950'erne.

## OL-medaljer
- 1932:  Bronze i firer uden styrmand